# Citroën Basalt
Citroën Basalt — купе-кроссовер, разработанный для развивающихся рынков, таких как Индия и Южная Америка. Производство автомобиля началось во второй половине 2024 года.
Дизайн был предварительно представлен на концептуальном автомобиле «Basalt Vision», представленном в марте 2024 года. Серийная модель была представлена 2 августа 2024 года,  а тизерные изображения были опубликованы в июле.

## Внешние ссылки
- Официальный сайт (Индия)